# 디 엑스엑스
디 엑스엑스(The xx)는 2005년 런던에서 결성된 영국의 인디 팝 밴드이다. 2009년 8월 첫 음반 《xx》를 발매했는데 이 음반이 가디언이 선정한 2009년의 음반 1위, NME가 선정한 음반 2위에 오르는 등 여러 2009년 명반 순위에 올랐으며 2010년에는 머큐리 상을 수상했다. 2012년 9월에 두 번째 음반 《Coexist》를 발매했다.

## 역사

### 결성과 레이블 계약 (2005-2008)
핫 칩, 포 텟을 배출했던 엘리엇 스쿨에서 처음 모인 열여섯살 무렵 이들은 서툴고 어설프게 웸Wham을 커버하는 것을 시작으로 자찬하다가 좌절하기를 거듭하면서 비슷비슷한 스쿨밴드의 과정을 밟는다. 십대시절 그렇게 악기와 연주가 만들어내는 마법에 사로잡혀 숱하게 잼을 시도하는 동안, 때때로 누군가의 음악을 따라하고 또 변주하고, 그러다 끝없이 침잠하는 사운드를 얹어보고 반대로 엄청난 디스토션을 곁들여보기도 하면서 이들에게 적합한 사운드의 형태를 차차 발견하고 완성해간다. 그러기를 거듭하다 두 곡을 듣고 찾아온 영 턱스라는 레이블과 계약을 한다.

### xx (2009-)
XL 레이블의 차고같은 스튜디오에서 녹음해 셀프 프로듀싱으로 완성된 첫 앨범 xx는 2009년 8월 17일 발매되었다. xx는 메타크리틱 85점을 받는 등 호평을 받았으며 롤링 스톤 지 2009년 연말 결산과 NME 지 2009년 연말 결산 2위를 차지했다. 2009년 11월 멤버 바리아 쿠레시가 순회 공연의 피곤함을 이유로 밴드를 그만두었다. 이후 밴드는 인원을 충원하지 않고 3인조 체제로 갈 예정이라고 밝혔다.

## 멤버
- 로미 메들리 크로프트 Romy Madley Croft - 보컬, 리드 기타
- 올리버 심 Oliver Sim - 보컬, 베이스
- 제이미 스미스 Jamie Smith - MPC, 비트

### 이전 멤버
- 바리아 쿠레시 Baria Qureshi - 기타, 신시사이저 2009년 탈퇴

## 음반 목록

### 정규 앨범
- 《xx》 (2009)
- 《COEXIST》(2012)
- 《I See You》(2017)

### 싱글
| 연도 | 제목          | 발매일     | 앨범 |
| ---- | ------------- | ---------- | ---- |
| 2009 | "Crystalised" | 2009.04.27 | xx   |
| 2009 | "Basic Space" | 2009.08.03 | xx   |
| 2009 | "Islands"     | 2009.10.26 | xx   |
| 2010 | "VCR"         | 2010.01.24 | xx   |

## 뮤직 비디오
- 〈Basic Space〉
- 〈Crystalised〉
- 〈VCR〉
- 〈Islands〉